# بنكسية مسنيري
بنكسية مسنيري (الاسم العلمي: Banksia meisneri) هي نوع نباتي يتبع جنس البنكسية من فصيلة البروطية.